# Кико (футболист)
Ки́ко (исп. Kiko), полное имя Франси́ско Миге́ль Нарва́ес Мачо́н (исп. Francisco Miguel Narváez Machón; 26 апреля 1972, Херес-де-ла-Фронтера) — испанский футболист, нападающий. Олимпийский чемпион 1992 года.

## Клубная карьера
Карьера Кико началась в клубе «Кадис», первый матч в испанской лиге он сыграл 14 апреля 1991 года. В первом сезоне он сыграл за «Кадис» всего 5 матчей, но благодаря забитому им пенальти, «Кадис» смог остаться в высшем дивизионе.
В 1993 году, после вылета «Кадиса» во второй дивизион, Кико вместе со своим одноклубником Хосе Мария Кеведо перешёл в «Атлетико Мадрид». В 1990-е годы он стал одним из самых известных футболистов Испании и важным звеном в историческом чемпионстве «Атлетико» в сезоне 1995—1996.
После того, как «Атлетико» вылетело во второй дивизион в 2000 году, а сам Кико за два последних сезона не забил ни одного гола, он в 2002 году перешёл в «Эстремадуру». Отыграв в этом клубе половину сезона, он закончил карьеру игрока.
Всего в высшем дивизионе Испании Кико сыграл 271 матч, забил 60 голов

## Международная карьера
Кико сыграл 26 матчей за сборную Испании, забил 5 голов. Свой первый матч он сыграл 16 декабря 1992 против Латвии. Со сборной Испании он участвовал в чемпионате Европы-1996 и чемпионате мира-1998.
На Олимпиаде-1992 в Барселоне Кико в составе олимпийской сборной Испании выиграл золотую медаль. В финальном матче против сборной Польши (3:2) он забил два мяча, в том числе победный мяч на 91-й минуте основного времени.

## Достижения
Атлетико Мадрид
- Чемпион Испании: 1995/96
- Обладатель Кубка Испании: 1995/96
- Финалист Суперкубка Испании: 1996